# Heteropterys hammelii
Heteropterys hammelii är en tvåhjärtbladig växtart som beskrevs av W.R.Anderson. Heteropterys hammelii ingår i släktet Heteropterys och familjen Malpighiaceae. Inga underarter finns listade i Catalogue of Life.